# Carmen Elise Espenæs
Carmen Elise Espenæs (ur. 30 września 1983 r. w Stavanger w Norwegii) – norweska wokalistka. Członkini zespołu Midnattsol.
Jej starszą siostrą jest Liv Kristine, niegdyś wokalistki zespołu Theatre of Tragedy.